# Pteromalus coloradensis
Pteromalus coloradensis is een vliesvleugelig insect uit de familie Pteromalidae. De wetenschappelijke naam is voor het eerst geldig gepubliceerd in 1890 door Ashmead.